# Bibliothek Hivzi Sylejmani
Die Kommunalbibliothek (albanisch Biblioteka ndërkomunale) in Pristina wurde im Februar 1945 gegründet. Anfangs betrug ihr Bestand 1.300 Medien in albanischer und serbischer Sprache sowie einem weiteren kleinen Medienbestand an Broschüren und Heftchen aus der Kriegszeit, die in einem Nebengebäude ausgestellt wurden. Im Jahr 1947, nur zwei Jahre nach ihrer Öffnung, wurden sämtliche Medien in das heutige Gebäude verlegt, wo seither die Bibliothek ohne Unterbrechung ihre Arbeit fortsetzt. Nach der Schließung der damaligen Zentralen Bibliothek der damaligen Autonomen Provinz Kosovo und Metochien (albanisch Krahina Autonome e Kosoves dhe Metohise), (serbisch-kyrillisch Аутономна Покрајина Косово и Метохија) im Jahr 1953, wurde ihr Medienbestand der Bibliothek Hivzi Syeljmani zugeteilt. Seither funktionierte sie bis 1956 als einzige zentrale Bibliothek für das ganze Territorium des Kosovo.

## Offizielle Gründung und wechselnde amtliche Bezeichnungen
Dokumente belegen indes, dass die Bibliothek durch die Stadtverwaltung Priština lediglich am 12. April 1963 unter dem Namen Volksbibliothek Miladin Popovic offiziell anerkannt wurde. In den folgenden Jahren wurde die Bibliothek mehrmals umbenannt und wieder auf den Namen Miladin Popovic wieder ernannt. Ab 1993 bis 1999 erhält sie nach der Aufhebung der Autonomie des Kosovo die serbische Bezeichnung Grada Biblioteka. Nach Abzug des serbischen Staatsapparats nach dem Kosovokrieg wurde sie weiterhin verschiedentlich bezeichnet, so beispielsweise als Biblioteka e Qytetit Hivzi Sylejmani (Stadtbibliothek Hivzi Sylejmani), Biblioteka Rajonale Hivzi Sylejmani (Regionalbibliothek Hivzi Sylejmani) oder Biblioteka Ndërkomunale Hivzi Sylejmani (Interkommunale Bibliothek Hivzi Sylejmani).